# Haroun Tazieff

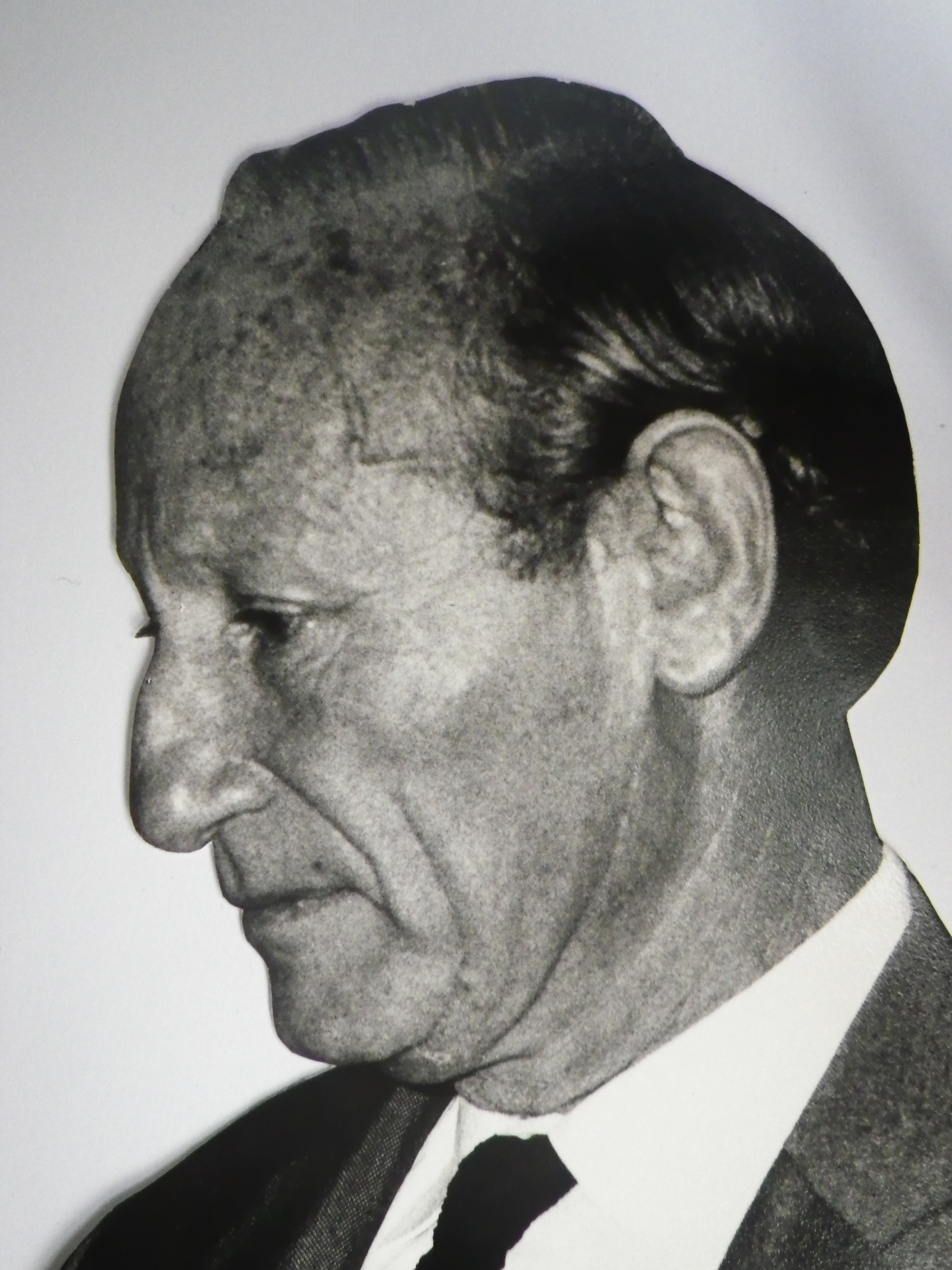
Haroun Tazieff (1972)

Haroun Tazieff (Warschau, 11 mei 1914 - Parijs, 2 februari 1998) was een Belgisch-Franse geoloog van Poolse origine die in 2003 op de 47ste plaats kwam op de lijst Le Plus Grand Français de tous les temps ('de grootste Fransman ooit').
In de jaren 80 kwam hij in Frankrijk in het nieuws na forse zomerse overstromingen. Hij wees er toen op dat de moderne mens amper benul meer heeft van de kennis van zijn voorouders, die er niet over zouden piekeren om te gaan wonen in laaggelegen gebieden met een groot risico voor overstromingen.
Tazieff was van 1984 tot 1986 staatssecretaris voor de preventie van rampen. Zijn woorden van toen waren van dezelfde strekking als die van Adriaan Geuze in de tv-uitzending van Buitenhof van 31 december 2006, over de risico's die Nederland over enkele decennia loopt op overstromingen ten gevolge van de opwarming van de Aarde.
Tazieff was op jonge leeftijd met zijn moeder naar België verhuisd en verkreeg in 1936 de Belgische nationaliteit. Na in dat land als landbouwkundige en geoloog te zijn opgeleid, kwam hij in Frankrijk terecht en verkreeg in 1971 de Franse nationaliteit. Hij trouwde in 1953 met Pauline Cornet de Ways-Ruart, de moeder van Sybille de Selys-Longchamps, en grootmoeder van Delphine van België. 
Tazieff is ook als speleoloog en vulkanoloog werkzaam geweest.
Zijn boek Cratères en feu uit 1951 is in 1954 onder de titel Kraters in lichterlaaie in het Nederlands vertaald door Willem Frederik Hermans.
- Bibsys: 90932326
- Biblioteca Nacional de España: XX862897
- Bibliothèque nationale de France: cb119261229 (data)
- CiNii: DA04215665
- Gemeinsame Normdatei: 119019434
- International Standard Name Identifier: 0000 0001 0871 7696
- Library of Congress Control Number: n50008438
- Nationale Bibliotheek van Letland: 000184433
- Bibliotheek van het Japanse parlement: 00526676
- Nationale Bibliotheek van Tsjechië: jn20000605283
- Nationale bibliotheek van Australië: 35542185
- Nationale en Universitaire bibliotheek Zagreb: 000282107
- Nederlandse Thesaurus van Auteursnamen: 072873566
- Réseau des bibliothèques de Suisse occidentale: 02-A003890522
- SNAC: w6847bcd
- Système universitaire de documentation: 027280098
- Trove: 990063
- Virtual International Authority File: 14777199
- WorldCat: E39PBJrRhfkTdVrhYVpj3TVpyd